# Liste von Reisezügen in Neuseeland
In der Vergangenheit hatte Neuseeland auf seinen Bahnstrecken zahlreiche Reisezugverbindungen, von denen einige hier aufgelistet sind. Heute sind davon nur noch drei Fernzüge sowie Nahverkehrs- und Pendlerzüge in den Ballungsräumen Auckland und Wellington verblieben.

## Nordinsel
| Zugname(n) | Zugstrecke                                                | Bahnstrecke(n)                                                 | Betriebs- aufnahme       | Betriebs- einstellung        | Bemerkungen                                         |
| --- | --------------------------------------------------------- | -------------------------------------------------------------- | ------------------------ | ---------------------------- | --------------------------------------------------- |
| Daylight Limited (1925–1963), Scenic Daylight (1963–1968), Blue Streak (1968–1972), Silver Fern (1972–1991), Overlander (1991–2012), Northern Explorer (seit 2012) | Auckland – Wellington                                     | North Island Main Trunk Railway (NIMT)                         | 1908                     | in Betrieb                   |                                                     |
| Night Limited (1924–1971), Silver Star (1971–1979), Northerner (1975–2004)                                                                                         | Auckland – Wellington                                     | NIMT                                                           | 1908                     | 2004                         | Nachtzug                                            |
| Transdev Auckland | Britomart Transport Centre in Auckland – Umland Aucklands | NIMT, Bahnstrecke Auckland–Opua und andere                     |                          | in Betrieb                   | Nahverkehr im Großraum Auckland                     |
| Waikato Connection | Hamilton – Auckland                                       | NIMT                                                           | 2000                     | 2001                         | Pendlerzüge                                         |
| Taneatua Express | (Auckland –) Hamilton – Taneatua                          | (NIMT,) East Coast Main Trunk Railway (ECMT)                   | 1884 (Teilstrecke), 1938 | 1959 (Teileinstellung), 1967 |                                                     |
| Kaimai Express | Auckland – Tauranga                                       | NIMT, ECMT                                                     | 1991                     | 2001                         |                                                     |
| Rotorua Express (1894–1930, 1937–1959), Rotorua Limited (1930–1937), Geyserland Express (1991–2001)                                                                | Auckland – Rotorua                                        | NIMT, ECMT                                                     | 1894, 1991               | 1968, 2001                   |                                                     |
| Thames Express (1908–1928) | (Auckland –) Frankton – Thames                            | (NIMT,) ECMT                                                   | 1908                     | 1947                         |                                                     |
| Northland Express (1925–1956), Opua Express | Auckland – Whangārei (– Opua)                             | Bahnstrecke Auckland–Opua                                      | 1925                     | 1976                         |                                                     |
| New Plymouth Night Express | Auckland – New Plymouth                                   |                                                                | 1933                     | 1983                         |                                                     |
| Taranaki Flyer | Wanganui – New Plymouth                                   |                                                                | 1926                     | 1959                         |                                                     |
| | Napier – Gisborne                                         |                                                                | ?, 1978                  | 1976, 1988                   | Streckeneinstellung 1988 nach Sturmschäden          |
| Napier Express (1891–1954), Endeavour (1972–1989), Bay Express (1989–2001)                                                                                         | Wellington – (Palmerston North –) Napier                  |                                                                | 1891                     | 2001                         |                                                     |
| New Plymouth Express (1886–1955) | Wellington – New Plymouth                                 |                                                                | 1886                     | 1977                         |                                                     |
| Capital Connection | Palmerston North – Wellington                             | NIMT                                                           |                          | in Betrieb                   | Pendlerzüge                                         |
| Wairarapa Mail (1909–1948) | Wellington – Masterton – Woodville (– Palmerston North)   | Hutt Valley Line                                               | 1909                     | 1963                         | Teilstrecke von der Wairarapa Connection übernommen |
| Wairarapa Connection | Wellington – Masterton                                    | Hutt Valley Line                                               | 1964                     | in Betrieb                   | Pendlerzüge                                         |
| Metlink | Bahnhof Wellington – Umland Wellingtons                   | NIMT, Hutt Valley Line und Bahnstrecke Wellington–Johnsonville |                          | in Betrieb                   | Nahverkehr im Großraum Wellington                   |

## Südinsel
| Zugname(n) | Zugstrecke                              | Bahnstrecke(n)                                    | Betriebs- aufnahme                       | Betriebs- einstellung | Bemerkungen                                                                                        |
| --- | --------------------------------------- | ------------------------------------------------- | ---------------------------------------- | --------------------- | -------------------------------------------------------------------------------------------------- |
| Culverden Express (1886–1945), Picton Express (1945–1956), Coastal Pacific Express (?–2000), Lynx Express (1994–1996) TranzCoastal (2000–2011), Coastal Pacific (seit 2011) | Christchurch – Picton                   | South Island Main Trunk Railway (Main North Line) | 1886 (Teilstrecke), 1945 (Gesamtstrecke) | in Betrieb            | Lynx Express startete/endete in Picton am Fährterminal mit Anschluss an die Schnellfähren The Lynx |
| West Coast Express, TranzAlpine (seit 1987) | Christchurch – Greymouth                | Midland Line                                      |                                          | in Betrieb            | |
| South Island Limited (1949–1970), The Southerner (1970–2002) | Christchurch – Dunedin (– Invercargill) | South Island Main Trunk Railway (Main South Line) | 1879 (Teilstrecke), 1904 (Gesamtstrecke) | 2002                  | zeitweilig verkehrten Zusatzzüge auf Teilstrecken                                                  |
| Seasider | Dunedin – Palmerston                    |                                                   |                                          | in Betrieb            | saisonaler Touristenzug                                                                            |
| Kingston Flyer | Kingston – Fairlight (– Gore)           |                                                   | 1886, 1971                               | 1957, 2012            | seit 1937 nur als saisonaler Touristenzug                                                          |